# Conferencia de las Naciones Unidas sobre el Cambio Climático de 2005
La Conferencia de las Naciones Unidas sobre el Cambio Climático de 2005 se llevó a cabo entre el 28 de noviembre y el 9 de diciembre de 2005 en Montreal, Quebec, Canadá. La conferencia incluyó la undécima Conferencia de las Partes (COP11) de la Convención Marco de las Naciones Unidas sobre el Cambio Climático (CMNUCC), y fue la primera Reunión de las Partes (MOP1) del Protocolo de Kioto desde su reunión inicial en Kioto en 1997. Fue una de las conferencias intergubernamentales sobre cambio climático más importantes de la historia. El evento marcó la entrada en vigor del Protocolo de Kyoto el 16 de febrero de 2005. Con más de 10.000 delegados, siendo uno de los eventos internacionales más grandes de Canadá y la reunión más grande en Montreal desde la Expo 67. 
El Plan de Acción de Montreal fue un acuerdo para «extender la vida del Protocolo de Kioto más allá de su fecha de vencimiento de 2012 y negociar recortes más profundos en las emisiones de gases de efecto invernadero»  iniciando negociaciones, sin demora, sobre una extensión del protocolo. El ministro de Medio Ambiente de Canadá, en ese momento, Stéphane Dion, dijo que el acuerdo proporciona un «mapa para el futuro».